# أليكسندر موكين
أليكسندر موكين (19 يونيو 1981 بشيمكنت في كازاخستان - ) هو لاعب كرة قدم كازاخستاني في مركز حراسة المرمى. شارك مع منتخب كازاخستان لكرة القدم. أما مع النوادي، فقد لعب مع نادي أستانا ونادي أورداباسي ونادي شاختار قراغندي وFC Alma-Ata ‏ وFC Jenis ‏ وأوكزهيتبيس ‏.

## وصلات خارجية
- أليكسندر موكين على موقع الاتحاد الدولي (مؤرشف)  (الإنجليزية)
- أليكسندر موكين على موقع الاتحاد الأوربي (الإنجليزية)
- أليكسندر موكين على موقع قاعدة بيانات كرة القدم.إي يو (الإنجليزية)
- أليكسندر موكين على موقع ناشيونال فوتبول تيمز (الإنجليزية)
- أليكسندر موكين على موقع Soccerway.com (الإنجليزية)
- أليكسندر موكين على موقع AS.com (الإسبانية)